# アルフレッド (メイン州)
アルフレッド（英: Alfred）は、アメリカ合衆国メイン州南西部の町。ヨーク郡の郡庁所在地である。ニューハンプシャー州の州境の近くにあり、マサチューセッツ州にも近い。人口は3,078人（2022年推計）。ヨーク郡には、人口で2万人を超えるサンフォードなど、アルフレッドより人口の多い市町が幾つもあるが、郡内で地理的に中心にあることから、アルフレッドが郡庁所在地であり続けている。町内にはマサベシック実験林の一部がある。町内にある48軒の家屋を合わせたアルフレッド歴史地区と、アルフレッド・シェイカー歴史地区がアメリカ合衆国国家歴史登録財に指定されている。
アルフレッドは、ポートランド・サウスポートランド・ビデフォード都市圏に属している。

## 歴史
アベナキ族インディアンがこの地域をマサベシックと呼んでおり、「大きな池」あるいは「多くの水がある場所」を意味していた。1661年から1664年に、ソコー（当時はビデフォードを含んでいた）の工場所有者であるウィリアム・フィリップス少佐が、インディアンの酋長ホンビノウィットとミークソーム（キャプテン・サンディとも呼ばれた）から買収した大きな土地の西部にあった。歴史家で「メイン・アルマナック」の編集者のジム・ブルネルに拠れば、その土地の代価は、「大きな毛布2枚、ラム酒2ガロン、粉2ポンド、マスケット銃弾4ポンド、ビーズ20本、その他の物品」だった。
マサチューセッツ州ニューベリーのシメオン・コフィンが1764年に移って来て、暫くウィグワムに住んだ。ただし、最初の恒久的な開拓地は1770年に造られた。この町はサンフォードのノースパリッシュと呼ばれていたが、1794年2月4日に分離して、別の地区として法人化された。水流の力を使った製材所や製粉所が運営された。1803年に木造の監獄が建設され、1869年にはレンガ造りに変わった。1806年、アルフレッドがヨーク郡の郡庁所在地に指定され、郡庁舎が建設された。町としては1808年に法人化され、町名はイングランドのアルフレッド大王から採られた。1828年に領域の一部がサンフォードに譲られ、1847年にはウォーターボロの町から一部を編入した。ロチェスター・アンド・ポートランド鉄道が1864年にウォーターボロから伸びてきて、1871年にはニューハンプシャー州ロチェスターとを結んだ。1910年から1920年には、毎日30本以上の列車がアルフレッドを通ったが、自動車時代に入ってあまり利用されなくなった。旅客列車は1949年に停止され、最後の列車運行は1961年となった。1947年の厳しい干ばつ時に大火が起こり、森林4,500エーカー (18 km²) と家屋2軒を焼いた。

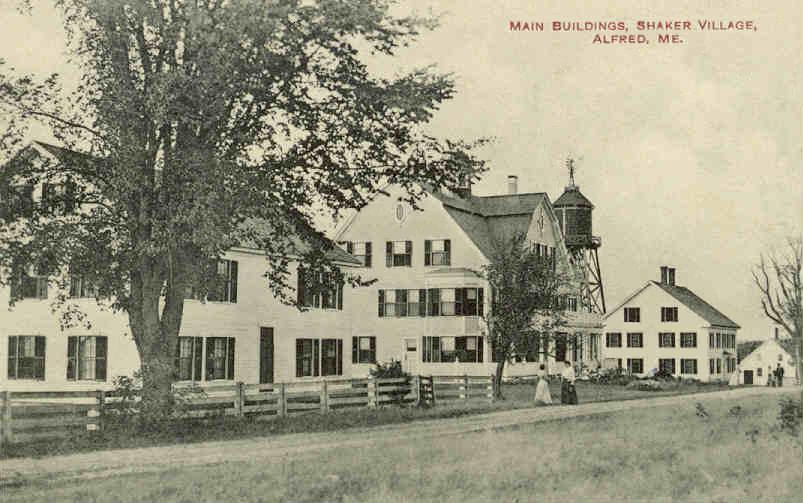
アルフレッド・シェイカー・ビレッジ、1915年頃

アルフレッドではかつてシェーカー教の社会が繁栄したことがあった（現在のアルフレッド・シェイカー歴史地区）。1783年シェーカー教会の教徒がマサベシック池（現在のシェーカー池）近くの丘に入植した。この教徒が恍惚とした礼拝を行ったので、彼らを「メリー・ダンサーズ」と呼んだ者もいた。歴史家のジョージ・J・バーニーは「彼らは当時宗教に熱狂しており、その耽溺のなかで節操を欠いたこともあった」と記している。
1872年、アルフレッドの北部に教育学区第5号スクールが建設された。それは1921年まで学校として使われた。その後は地域社会の多くの機能を果たしてきた。2009年にはアメリカ合衆国国家歴史登録財に指定された。
1873年、ルイス・H・F・ワグナーが大西洋岸のキタリー沖にあるショールズ諸島のスマッティノーズ島に向けてボートを漕ぎだした。最初は強盗を働くつもりだったが、結局、島に残されていた3人の女性のうち2人を殺すことになった。警察が彼を捕まえたとき、その司法権はヨーク郡とその郡庁所在地であるアルフレッドに渡された。当時のメイン州では最大の裁判がアルフレッドの裁判所で行われた。ワグナーにはほとんど弁護することがなく、直ぐに有罪と判断され、トマストンのメイン州立刑務所の絞首台で処刑すると宣告された。ワグナーは移送を待っている間にアルフレッドの監獄を破って逃げ出した。最後はニューハンプシャー州ファーミントンで捕まえられた。

## 地理
アメリカ合衆国国勢調査局に拠れば、町域全面積は27.92平方マイル (72.31 km2)であり、このうち陸地27.25平方マイル (70.58 km2)、水域は0.67平方マイル (1.74 km2)で水域率は2.41%である。町内をムーサム川の中央支流、リトルフィールド川、ヘイ・ブルック、トラフトン・ブルックが流れている。イートン丘陵の標高は602 フィート (183 m)、ブラケット丘陵の標高は480 フィート (146 m) ある。町内の最高地点は標高1,020フィート (311 m) のフォートリッジであり、シャプリー町との町境にある。

## 人口動態

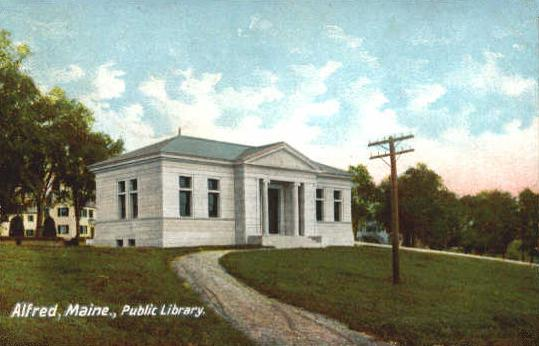
パーソンズ記念図書館（1906年）ジョージとエドウィンのパーソンズ兄弟が1905年に寄付した

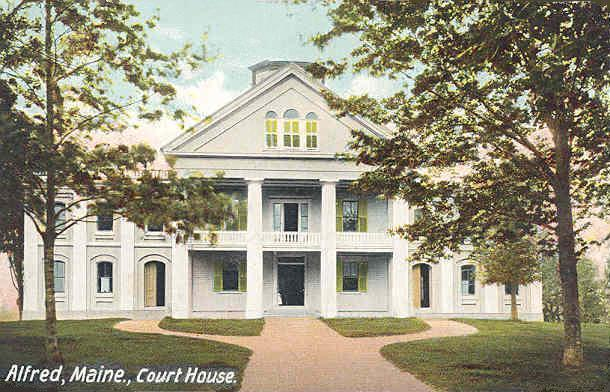
ヨーク郡庁舎（1908年）

以下は2010年国勢調査による人口統計データである。
| 基礎データ - 人口: 3,019 人 - 世帯数: 1,175 世帯 - 家族数: 769 家族 - 人口密度: 42.8人/km2（110.8 人/mi2） - 住居数: 1,350 軒 - 住居密度: 19.1 軒/km2（49.5 軒/mi2） 人種別人口構成 - 白人: 97.5% - アフリカン・アメリカン: 0.7% - ネイティブ・アメリカン: 0.5% - アジア人: 0.2% - その他の人種: 0.1% - 混血: 1.0% - ヒスパニック・ラテン系: 0.7% | 年齢別人口構成 - 18歳未満: 17.5% - 18-24歳: 7.7% - 25-44歳: 23.7% - 45-64歳: 32.1% - 65歳以上: 18.9% - 年齢の中央値: 46歳 - 性比（女性100人あたり男性の人口） - 総人口: 107.0 世帯と家族（対世帯数） - 18歳未満の子供がいる: 25.2% - 結婚・同居している夫婦: 53.2% - 未婚・離婚・死別女性が世帯主: 7.9% - 非家族世帯: 34.6% - 単身世帯: 27.3% - 65歳以上の老人1人暮らし: 13.5% - 平均構成人数 - 世帯: 2.33人 - 家族: 2.80人 |

### 2000年国勢調査
以下は2000年国勢調査による人口統計データである。
| 基礎データ - 人口: 2,497 人 - 世帯数: 996 世帯 - 家族数: 682 家族 - 人口密度: 35.4人/km2（91.7 人/mi2） - 住居数: 1,103 軒 - 住居密度: 15.6軒/km2（40.5 軒/mi2） 人種別人口構成 - 白人: 98.52% - アフリカン・アメリカン: 0.24% - ネイティブ・アメリカン: 0.20% - アジア人: 0.48% - 混血: 0.56% - ヒスパニック・ラテン系: 0.12% 年齢別人口構成 - 18歳未満: 21.5% - 18-24歳: 6.5% - 25-44歳: 26.8% - 45-64歳: 26.1% - 65歳以上: 19.1% - 年齢の中央値: 42歳 - 性比（女性100人あたり男性の人口） - 総人口: 105.9 - 18歳以上: 104.6 | 世帯と家族（対世帯数） - 18歳未満の子供がいる: 27.5% - 結婚・同居している夫婦: 59.0% - 未婚・離婚・死別女性が世帯主: 7.1% - 非家族世帯: 31.5% - 単身世帯: 26.2% - 65歳以上の老人1人暮らし: 13.2% - 平均構成人数 - 世帯: 2.39人 - 家族: 2.88人 収入と家計 - 収入の中央値 - 世帯: 40,583米ドル - 家族: 47,625米ドル - 性別 - 男性: 36,957米ドル - 女性: 25,026米ドル - 人口1人あたり収入: 19,337米ドル - 貧困線以下 - 対人口: 5.5% - 対家族数: 4.2% - 18歳未満: 5.8% - 65歳以上: 9.0% |

## 見どころ
- アルフレッド・シェーカー博物館[14]
- アルフレッド・ビレッジ博物館[15]

## 町政府
アルフレッドの町政は3人の委員で構成される町政委員会が行っている。委員はタウンミーティングで、任期を3年として選出される。

## 教育
アルフレッドの公立学校に通う児童は、幼稚園から5年生までアルフレッド小学校に行く。6年生から8年生はウォーターボロにあるマサベシック中学校に通う。9年生から12年生はやはりウォーターボロにあるマサベシック高校に通う。小学生は私立のアンリミテッド・ビジョン・モンテッソリ学校に通うこともできる。

## 隣接する町
- ケネバンク町
- ライマン町
- サンフォード市
- シャプリー町
- ウォーターボロ町